# 세계 경제

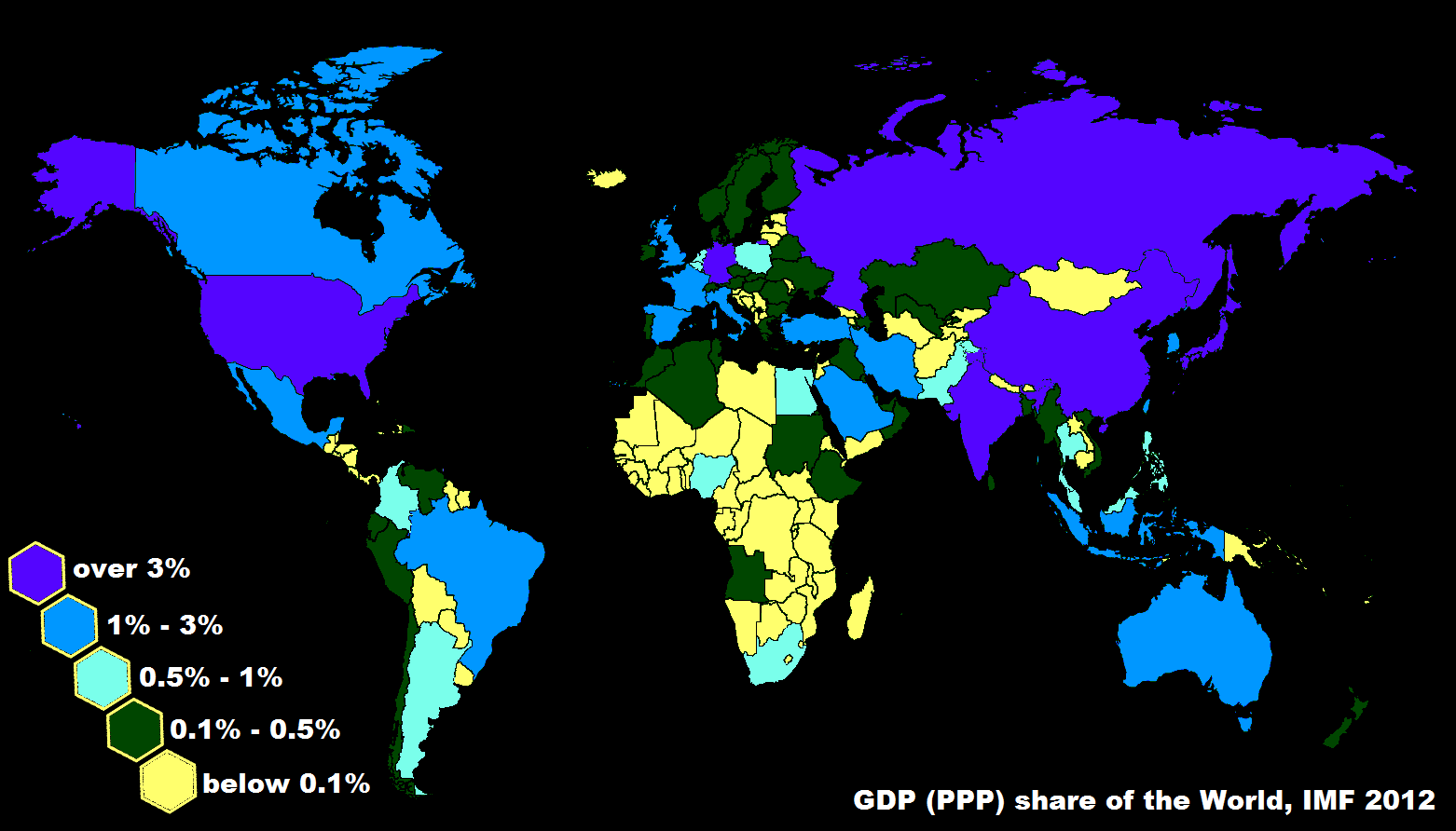
세계 경제에 기여하는 국가들 (IMF, 2012년 기준)

세계 경제(世界經濟)는 세계를 통일적인 관점에서 본 경제 활동의 구분의 하나이다. 국민 경제 사이의 거래에 관점을 둔다. 또한 세계 경제에서 본 시장을 세계시장이라고 한다.

## 설명
세계 경제 또는 글로벌 경제는 생산, 소비, 경제 관리, 노동 일반, 교환 등을 포함하여 국가 내외에서 수행되는 모든 경제 활동을 포함하는 글로벌 경제 시스템을 가리키는 세계 모든 인류의 경제이다. 재정적 가치와 상품 및 서비스 거래. 일부 맥락에서 두 용어는 "국제" 또는 "글로벌 경제"로 구분되어 국가 경제와 별도로 측정되는 반면, "세계 경제"는 단순히 개별 국가의 측정치를 합친 것이다. 생산, 사용 및 교환의 가치에 관한 최소 기준을 넘어서 세계 경제의 정의, 표현, 모델 및 평가는 매우 다양하다. 이는 지구의 지리 및 생태와 분리될 수 없다.
세계 경제의 문제를 인간의 경제 활동으로만 제한하는 것이 일반적이며, 세계 경제는 일반적으로 특정 상품이나 서비스의 가치를 평가하는 데 도움이 되는 효율적인 시장이 없는 경우에도 화폐 단위로 판단된다. 독립적인 연구, 실제 데이터 또는 정부 협력이 부족하여 수치를 확립하는 것이 어렵다. 전형적인 예로는 불법 마약과 기타 암시장 상품이 있는데, 이는 어떤 기준으로 보아도 세계 경제의 일부이지만 정의상 어떤 종류의 합법적인 시장도 존재하지 않는다.
그러나 화폐 가치를 설정하기 위한 명확하고 효율적인 시장이 있는 경우에도 경제학자들은 일반적으로 환율 이후로 이 시장의 화폐 단위를 세계 경제의 단일 단위로 변환하기 위해 현재 또는 공식 환율을 사용하지 않는다. 예를 들어 거래량이나 가격이 정부에 의해 엄격하게 규제되는 경우에는 일반적으로 전 세계 가치를 면밀히 반영하지 않는다.
오히려 현지 통화로 표시되는 시장 가치는 일반적으로 구매력 개념을 사용하여 단일 통화 단위로 변환된다. 이것이 아래에서 사용되는 방법으로, 실제 미국 달러나 유로를 기준으로 전 세계 경제 활동을 추정하는 데 사용된다. 그러나 세계 경제는 더욱 다양한 방식으로 평가되고 표현될 수 있다. 예를 들어, 전 세계 78억 명(2020년 3월 기준) 중 얼마나 많은 사람들이 경제 활동의 대부분을 이러한 가치 평가에 반영하고 있는지는 불분명하다.
매디슨(Maddison)에 따르면 19세기 중반까지 세계 생산량은 중국과 인도가 지배했다. 서유럽과 북아메리카의 산업혁명의 물결은 그 비중을 서반구로 옮겼다. 2023년 현재 브라질, 캐나다, 중국, 프랑스, 독일, 인도, 인도네시아, 이탈리아, 일본, 멕시코, 한국, 러시아, 사우디 아라비아, 스페인, 터키, 영국, 미국 및 유럽 연합 등 18개 국가 또는 집단이 명목 또는 PPP 기준으로 GDP 기준 최소 2조 달러의 경제에 도달했다.
높은 수준의 정부 투자에도 불구하고 2020년 세계 경제는 코로나19 팬데믹으로 인해 3.4% 감소해 세계은행이 당초 전망한 5.2% 감소보다 개선됐다. 도시는 전 세계 GDP의 80%를 차지하므로 이러한 감소의 직격탄을 맞았다. 2021년 세계 경제는 약 5.5% 반등하면서 다시 성장했다.

## 같이 보기
- 무정부 상태 (국제 관계)
- 자본주의
- 거품경제
- 인더스트리 4.0
- 글로벌 금융 시스템
- 세계성
- 세계화
- 국제무역
- 무역로
- 과소비
- 세계체제론

지역 경제
- 아프리카의 경제
- 아시아의 경제

사건
- 대침체
- 2007~2008년 세계 금융 위기
- 2007-2008년 세계 식료품 가격 위기

목록
- 명목 국내 총생산순 나라 목록
- 구매력 평가 기준 국내 총생산순 나라 목록